# ناحیه الجزار
ناحیه الجزار (به عربی: دائرة الجزار) یک ناحیه در الجزایر است که در استان باتنه واقع شده‌است.